# Champsodon fimbriatus
Champsodon fimbriatus és una espècie de peix marí pertanyent a la família dels campsodòntids i a l'ordre dels perciformes.

## Descripció
Fa 11,8 cm de llargària màxima.

## Alimentació
El seu nivell tròfic és de 3.

## Hàbitat i distribució geogràfica
És un peix marí, bentopelàgic (entre 199 i 262 m de fondària) i de clima tropical, el qual viu al Pacífic oriental central: les illes Hawaii i, potser també, l'atol Johnston.

## Observacions
És inofensiu per als humans i el seu índex de vulnerabilitat és baix (10 de 100).